# Ithaca Central Railroad
Die Ithaca Central Railroad (AAR-reporting mark: ITHR) ist eine Class-3-local railroad-Bahngesellschaft im Westen des US-Bundesstaats New York und Norden von Pennsylvania. Das zur Watco-Companies-Gruppe zählende Unternehmen betreibt auf einer von der Norfolk Southern Railway gemieteten Strecke mit einer Gesamtlänge von 78,5 km Schienengüterverkehr.

## Geschichte
Die Norfolk Southern Railway und Watco Companies vereinbarten 2018 die Anmietung der Ithaca Secondary, in der die verbliebenen Streckenabschnitte der ehemaligen Lehigh Valley Railroad um Ithaca zusammengefasst sind, durch eine Watco-Gesellschaft. Der Betreiberwechsel wurde dem Surface Transportation Board am 8. November 2018 gemeldet und von diesem am 19. November 2018 genehmigt. Watco gründete dafür mit der Ithaca Central Railroad eine neue Tochtergesellschaft, die Infrastruktur und Betrieb am 8. Dezember 2018 von Norfolk Southern Railway übernahm.

## Infrastruktur
Die 78,5 km (48,8 miles) lange, durch die Ithaca Central Railroad gemietete Ithaca Secondary führt von Sayre im Bradford County bis Lansing am Ostufer des Cayuga Lake.
Der südliche Abschnitt von Sayre über Van Etten nach Ithaca war 1871 durch die Ithaca & Athens Railroad eröffnet und 1875 zusammen mit der anschließenden Strecke von Ithaca nach Geneva durch die Geneva, Ithaca, and Sayre Railroad übernommen worden. Letztere stand wiederum ab 1876 unter Kontrolle der Lehigh Valley Railroad, für die die Strecke einen Baustein ihrer schrittweise bis 1892 komplettierten Verbindung nach Buffalo darstellte. Für den Güterverkehr von und nach Buffalo wurde 1891 eine direkte Verbindung Van Etten–Geneva ohne größere Steigungen eröffnet, während die topographisch anspruchsvollere Verbindung über Ithaca als Ithaca Branch weiterhin für den Personenfernverkehr genutzt wurde.
Der nördliche Teil von Ithaca nach Lansing war als Teil einer Verbindung nach Auburn bereits 1872 durch die Cayuga Lake Railroad Company eröffnet worden. Diese Bahngesellschaft gelangte nach Namenswechseln 1879 ebenfalls zur Lehigh Valley Railroad, die die Strecke als Auburn & Ithaca Branch führte.
Die Lehigh Valley Railroad gab die Verlängerung der Auburn & Ithaca Branch über Lansing hinaus sowie den Abschnitt Ithaca–Geneva der Ithaca Branch jeweils kurze Zeit nach der 1948 bzw. 1961 erfolgten Einstellung des Personenverkehrs auf. Van Etten–Geneva wurde 1976 stillgelegt, während die verbleibenden Teile im selben Jahr in Conrail integriert wurden. Im Rahmen der Aufteilung von Conrail erwarb die Norfolk Southern Railway 1999 auch deren Ithaca Secondary.

## Verkehr
Zum Übernahmezeitpunkt wurden vier Güterverkehrskunden an der Strecke bedient, die Salz, Kohle, Plastikgranulat und Magnesiumchlorid befördern. Größter Verlader ist ein Salzbergwerk der Cargill in Lansing. Das Kohlekraftwerk Milliken/Cayuga in Lansing bezog hingegen bereits bei Betriebsaufnahme der Ithaca Central Railroad nur mehr unregelmäßig Fracht. Im Mai 2018 wurde die Schließung des Kraftwerks bekanntgegeben, die zum 29. August 2019 vollzogen wurde.
Zur Traktion der Züge standen der Ithaca Central Railroad bei Betriebsaufnahme zwei Diesellokomotiven des Typs EMD SD40-2 zur Verfügung, die im Januar 2019 durch eine dritte Maschine ergänzt wurden. Der Wagentausch mit der Norfolk Southern Railroad erfolgt in Sayre.